# Casa La Abadía (Gerbe)
La casa La Abadía de Gerbe es una casa torreada construida durante el siglo XVI, y monumento declarado bien de interés cultural por el Gobierno de Aragón.

## Descripción
Se trata de un gran edificio formado por dos elementos claramente diferenciados. Por un lado, una torre de carácter defensivo, el origen del conjunto y por otro, un bloque de vivienda, adosado a un costado de la torre, y que parece ser posterior. Se trata de una edificación con buena terminación en la que abundan arcos y bóvedas. En el bloque destinado a la vivienda se ha incorporado recientemente una extensa galería y grandes vanos que no formaban parte de la construcción original.